# 화이트스크린
화이트스크린(White screen of death,WSOD)은 컴퓨터 오류의 일종으로써, 그래픽카드의 접촉 불량 발생이나 그래픽카드가 운영체제나 그래픽카드의 큰 오류나 결함, 그리고 감당할 수 없는 크기의 그래픽 처리 시 뜨게 된다. 발생 시에는 그래픽 카드의 심각한 오류나 접촉 불량에 의해서만 발생하기 때문에 어떤 문구도 없는 하얀 화면만이 나오게 된다. 그래픽카드가 녹는 경우에 따라서 킬 스크린이 발생하기도 한다.

## 관련 결함
티맥스 윈도는 시연용으로 스타크래프트를 실행 중에 화이트 스크린이 뜨게 되었고, 이로 인해 그래픽 안전성이 논란이 되기도 했다.